# Serviceton
Serviceton (377 habitants) est un hameau de l'ouest de l'État de Victoria en Australie près de la frontière avec l'Australie-Méridionale
à 437 km au nord-ouest de Melbourne. Il doit son nom à James Service, un ancien premier ministre du Victoria